# Вършац
 Тази статия е за Вършац.  За българския град със същото име вижте вижте Вършец.  
Вършац (на сръбски: Вршац или Vršac; на румънски: Vârşeţ; на унгарски: Versec или Érsomlyó, на немски: Werschetz) е град в Южнобанатски окръг, Войводина, Сърбия. Градът е център на едноименната община. Разположен е в югоизточния край на Панонската низина, в подножието на Вършачката планина. Според преброяването на 2002 в града живеят 54 369 жители. Това прави град Вършац вторият по големина град в окръга. Вършац е естествен историко-географски център на Южен Банат.

## Известни личности
Вършац е родно място на:
1. Георгий Емануел (1775-1837), руски офицер
2. Йован Стария Попович или Йован Попович Стария, който се води за създател на съвременната сръбска комедия и драма, повлиян от Молиер, и автор на редица емблематични произведения на славяносръбски език - Лъжа и паралъжа (1830); Покондирена тиква (1838); Твърдица или Кир Яна; Родолюбци, Зла жена и Белград някога и сега.
3. Павле Йованович – най-големият сръбски художник;
4. Димитрие Стоякович – премиер на Унгария.

## Побратимени градове
- Банска Бистрица, Словакия